# Psiliglossa odyneroides
Psiliglossa odyneroides (лат.) — вид одиночных ос из семейства Vespidae.

## Распространение
Палеарктика: Закавказье, Туркменистан, Ставропольский край, Греция, Сицилия, Ближний Восток.

## Описание
Длина 1-2 см. Гнезда в полых стеблях растений. Взрослые самки охотятся на личинок жуков для откладывания в них яиц и в которых в будущим появится личинка осы.

## Классификация
Ранее выделяли подвид, который в 2024 году свели в синонимы.
- Psiliglossa odyneroides (S. S. Saunders, 1850)
  - Psiliglossa odyneroides kozhantshikovi Kostylev, 1940